# 马新社电视
马新社电视（英語：Bernama TV）是马来西亚官方通讯社——马来西亚国家新闻社（马新社）拥有的一个24小时新闻频道，2016年至2019年的名称为马新社新闻台（英語：Bernama News Channel，简称BNC）。目前马新社电视以马来语、英语、华语和泰米尔语四种语言播出。
2021年10月8日、凌晨12点、《马新社电视》标清电视转为高清电视频道在MYTV播出。

## 概况
1998年9月1日，马新社影像部门正式成立，并开始使用视听媒体报道新闻。早期由于没有自营电视频道，马新社电视新闻都通过Astro集团旗下的Astro Ria、Astro Prima、Astro AEC、Astro News和Astro Vaanavil等频道播出。2007年，Synergy有限公司与马新社合作，接手负责制作马来语、英语、华语和泰米尔语四种语言的新闻。2008年2月28日，马新社开设了自营新闻频道——马新社电视，原本在Astro旗下频道播出的新闻改在马新社电视播出。2015年2月9日，由于Synergy有限公司发生数次欠薪问题，导致华语与泰米尔语新闻停播，原本24小时播放新闻也一度缩减至约10小时。
2016年5月25日，马新社电视更名为“马新社新闻台”。2018年马来西亚大选政权轮替和马哈迪·莫哈末上台后，被委任为通讯及多媒体部长的哥宾星视察马新社总部时，建议马新社新闻台恢复制作华语和泰米尔语新闻节目，并恢复每日24小时播出。最终马新社泰米尔语新闻于2018年6月11日复播，每天19:00播出；马新社华语新闻也在同年7月30日复播，每天18:30播出。
2019年10月11日，马新社新闻台复名为马新社电视。